# HUD
HUD (skrót od ang. Head-Up Display) – wyświetlacz przezierny prezentujący informacje na specjalnej szybie bez zasłaniania widoku. Początkowo technika ta miała tylko zastosowanie militarne, do prezentacji danych w samolotach bojowych, ale obecnie jest używana także dla celów cywilnych w wielu zastosowaniach rzeczywistości rozszerzonej (AR), między innymi w samolotach cywilnych, samochodach, motocyklach, a także rowerach.

## Typy wyświetlaczy HUD

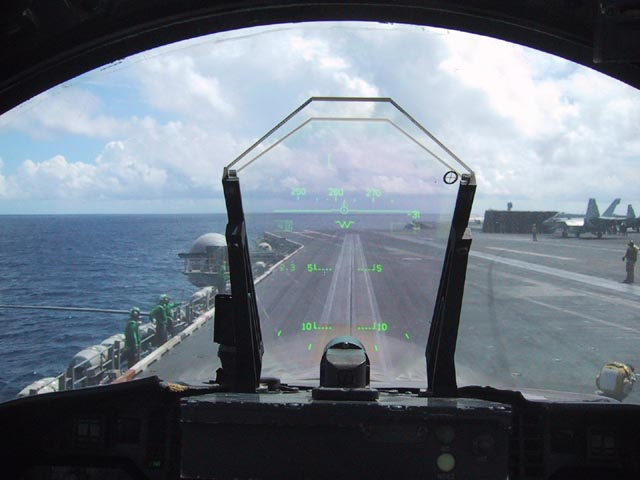
Wyświetlacz HUD myśliwca F/A-18 Hornet

- Stałe – w których obraz jest wyświetlany na dodatkowej powierzchni szklanej zamocowanej przed obserwatorem. Systemy HUD stosowane w większości samolotów bojowych, w samolotach cywilnych i w samochodach są urządzeniami tego typu. Rodzaj informacji prezentowanych na wyświetlaczu może być dowolny i zależy tylko od obsługującego go systemu elektronicznego. W samolotach jest to najczęściej obraz sztucznego horyzontu, danych o prędkości i wysokości lotu oraz kompasu.
- Wyświetlacze nahełmowe – w których powierzchnia z wyświetlanymi informacjami przemieszcza się wraz z głową obserwatora. Systemy tego typu mają postać okularu na jedno oko, zamocowanego do hełmu i dostarczające informacji między innymi o położeniu całego pojazdu. Stosowane są głównie w nowoczesnych wojskowych systemach naprowadzania uzbrojenia rakietowego i strzeleckiego przez pilotów samolotów i śmigłowców. Występują również cywilne rozwiązania wyświetlaczy nahełmowych np. rozwiązanie firmy Motion Research Corporation dla motocyklistów, umożliwiające prezentacje na szybie kasku danych o prędkości, obrotach silnika, aktualnego biegu i ostrzeżeń przed radarami kontroli prędkości. Podobne urządzenia są stosowane przez skoczków spadochronowych do prezentacji prędkości opadania i wysokości nad ziemią. Na rynku występują również rozwiązania dla rowerzystów, wyświetlające dane o prędkości i długości przebytego odcinka na okularach.

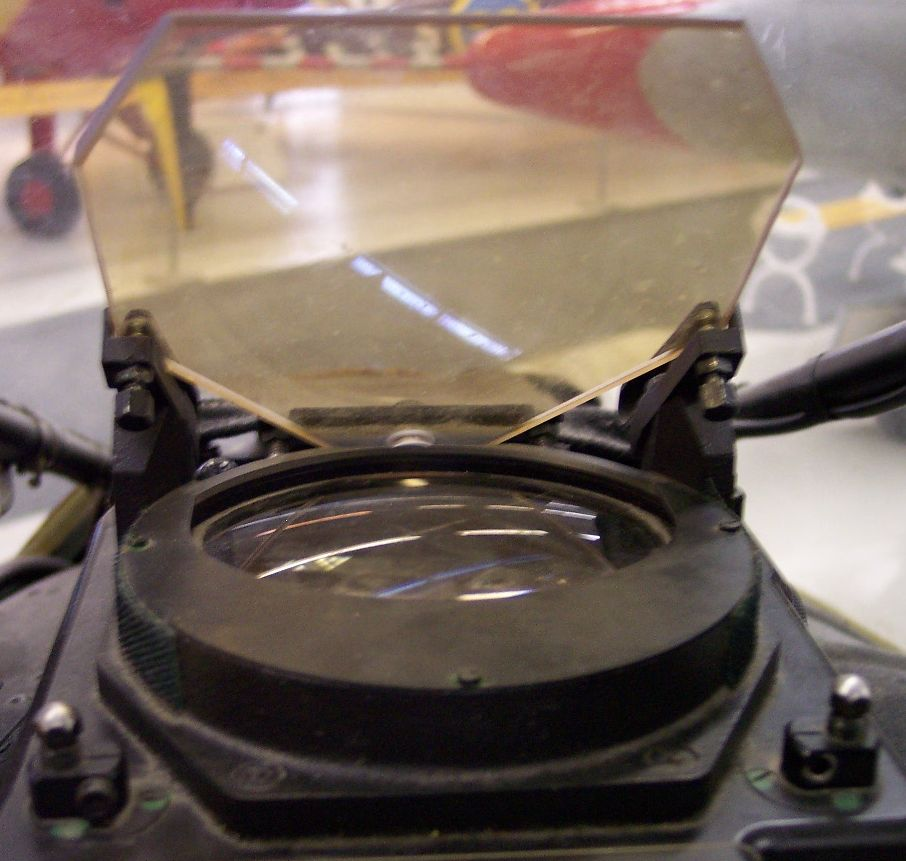
Wyświetlacz HUD myśliwca Saab J35 Draken

Szyba wyświetlacza HUD na której są prezentowane informacje, charakteryzuje się dużą przezroczystością, tak że prezentowane dane muszą posiadać jasność znacząco większą od otoczenia. Ponadto, układ optyczny prezentujący informacje musi mieć tak dobrany punkt ostrości (najczęściej w nieskończoności), aby obserwator nie musiał skupiać wzroku na dwóch różnych odległościach, raz na szybie wyświetlacza, a za chwilę na otoczeniu. Zmiana punktu skupienia wzroku zajmuje pewien czas (dziesiąte części sekundy) wydłużając czas reakcji pilota, co w zastosowaniach wojskowych ma duże znaczenie. Najczęściej stosowanym elementem emitującym obraz jest lampa CRT, chociaż wraz z rozwojem technologii wyświetlania obrazu coraz powszechniej spotyka się wyświetlacze ciekłokrystaliczne LCD, LCOS, DMM (Digital Micro Mirrors), OLED i laserowe.
Obecnie prowadzone są także eksperymenty z systemami HUD wyświetlającymi dane przy pomocy lasera o bardzo niskiej mocy, bezpośrednio na siatkówce oka.
Technologię HUD próbuje się wprowadzać do wielu dziedzin życia nie tylko militarnych, takich jak gogle żołnierzy piechoty z wyświetlaniem informacji taktycznych, odległości od celu, ale także cywilnych.
Istnieją na rynku rozwiązania wyświetlaczy HUD dla samochodów osobowych, prezentujące dane na szybie przedniej pojazdu. Testuje się także systemy medyczne wyposażone w HUD pozwalające nałożyć obraz ze zdjęcia rentgenowskiego na pacjenta, pozwalając tym samym na precyzyjne zlokalizowanie organów.
Terminem HUD określa się często dane wyświetlane na ekranach komputerów w grach, obrazujące np. życie, ilość amunicji, mapę itp. Nazwa HUD jest w tym wypadku używana raczej umownie, gdyż nie ma tu zastosowania wyświetlacz przezierny.